# میکرلین سنت فلیکس
میکرلین سنت فلیکس (انگلیسی: Mikerline Saint-Félix؛ زادهٔ ۱۸ نوامبر ۱۹۹۹) بازیکن فوتبال اهل هائیتی است.
وی همچنین در تیم‌های ملی فوتبال زنان هائیتی بازی کرده‌است.